# Delta Amacuro
Lo Stato di Delta Amacuro è uno degli Stati del Venezuela. È situato nella parte orientale del paese nella valle dell'Orinoco e confina a nord con l'Oceano Atlantico, a sud con lo Stato di Bolívar, a est con l'Oceano Atlantico e la Guyana e a ovest con lo Stato di Monagas. Forma, con gli Stati Bolívar e Amazonas, una macroregione nota come Guayana venezuelana.
Circa la metà della superficie dello Stato (20.000 km² su 40.200) è occupata dal vasto delta del fiume Orinoco all'interno del quale si trovano numerosissime isole formate da depositi alluvionali e separate fra di loro da diversi canali navigabili. Regione ricoperta da una fitta coltre di vegetazione, è ancora abitata da alcune migliaia di indios guaraúnos, ormai in via di estinzione.
Le attività economiche principali sono la pesca, l'allevamento e le attività legate alla raffinazione del petrolio.

## Comuni e capoluoghi
1. Antonio Díaz (Curiapo)
2. Casacoima (Sierra Imataca)
3. Pedernales (Pedernales)
4. Tucupita (Tucupita)